# Ardvreck Castle

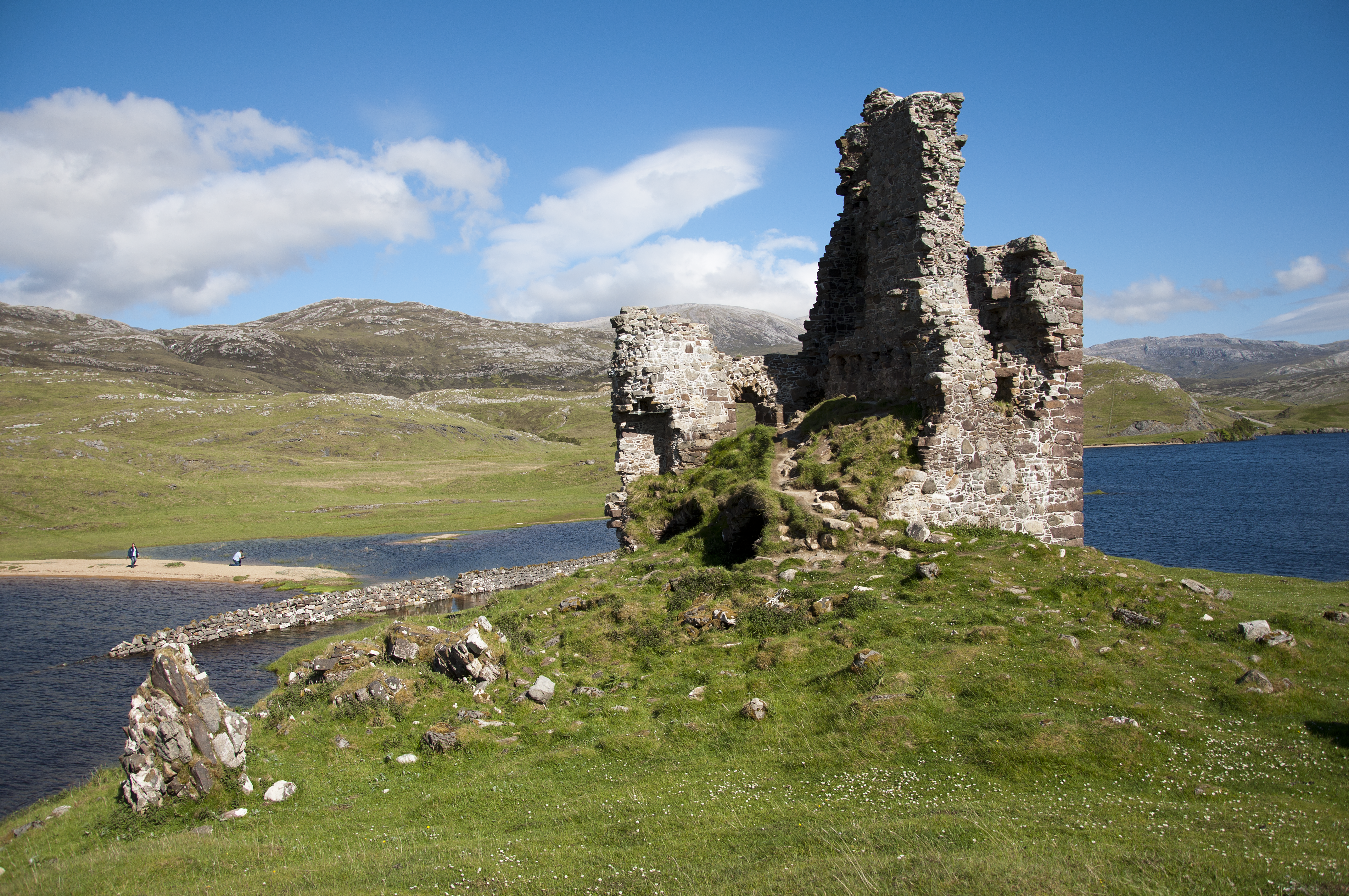
Ardvreck Castle aan de oevers van Loch Assynt

Ardvreck Castle is een ruïne van een kasteel, dat dateert uit de 16e eeuw. Ardvreck Castle bevindt zich aan de oevers van Loch Assynt in het noordwesten van de Highlands in Schotland, dicht bij het dorpje Inchnadamph. De ruïne bevindt zich vlak bij de A837, die Ullapool met Lochinver verbindt.

## Geschiedenis
Het kasteel is vermoedelijk gebouwd rond 1590 door de Clan MacLeod, de familie die in de 13e eeuw Assynt en de omringende gebieden bezat. Sutherland, het gebied waar Ardvreck is gesitueerd, was namelijk lange tijd een bolwerk van de familie.
Op 30 april 1650 werd James Graham, 1e markgraaf van Montrose gevangengenomen in Ardvreck. James Graham was een Royalist op de vlucht voor regeringstroepen na de Slag bij Carbisdale, die hij had verloren tegen de regeringstroepen. Hij dacht te kunnen onderduiken bij Neil MacLeod van Assynt, de toenmalige bewoner van Ardvreck. Neil MacLeod was op het moment van zijn aankomst afwezig. De vrouw van Neil MacLeod, Christine, zou James Graham in de kerkers van het kasteel hebben gelokt en regeringstroepen laten komen. James Graham werd naar Edinburgh gebracht waar hij werd veroordeeld tot de doodstraf door vierendeling, de gebruikelijke straf voor verraders.
In 1672 werd Ardvreck 14 dagen lang belegerd door de Clan MacKenzie, een rivaliserende familie, waarop Ardvreck Castle werd ingenomen. Hierdoor verwierf de familie MacKenzie de controle over Assynt.
In 1726 bouwde de familie een moderner landhuis, Calda House, dicht bij Ardvreck. Het huis brandde in 1737 onder mysterieuze omstandigheden af.
In 1795, toen Ardvreck Castle al verlaten was, werd het kasteel getroffen door bliksem en grotendeels vernietigd.

## Architectuur
Vroeger was het een imposant bouwwerk. Het kasteel bestond uit een rechthoekige leefruimte van drie verdiepingen. Onder het kasteel bevond zich een gewelfde kelderverdieping met schietgaten. Een rond torentje verbond de verschillende verdiepingen. Men vermoedt dat er ook een ommuurde tuin was en een binnenhof.
Vandaag is Ardvreck niet meer dan een torenruïne en overblijfselen van een verdedigingsmuur.

## Legendes
In het kasteel zouden twee spoken ronddwalen. De ene spook zou een grote man in het grijs gekleed en zou de geest zijn van James Graham. Het andere is dat van een jong meisje. Het verhaal luidt dat MacLeod de hulp van de duivel verkreeg om het kasteel te bouwen en in ruil daarvoor de dochter van een van de leiders MacLeod aan hem beloofd was als betaling. In de wanhoop van haar situatie wierp het meisje zich van een van de torens en stierf.

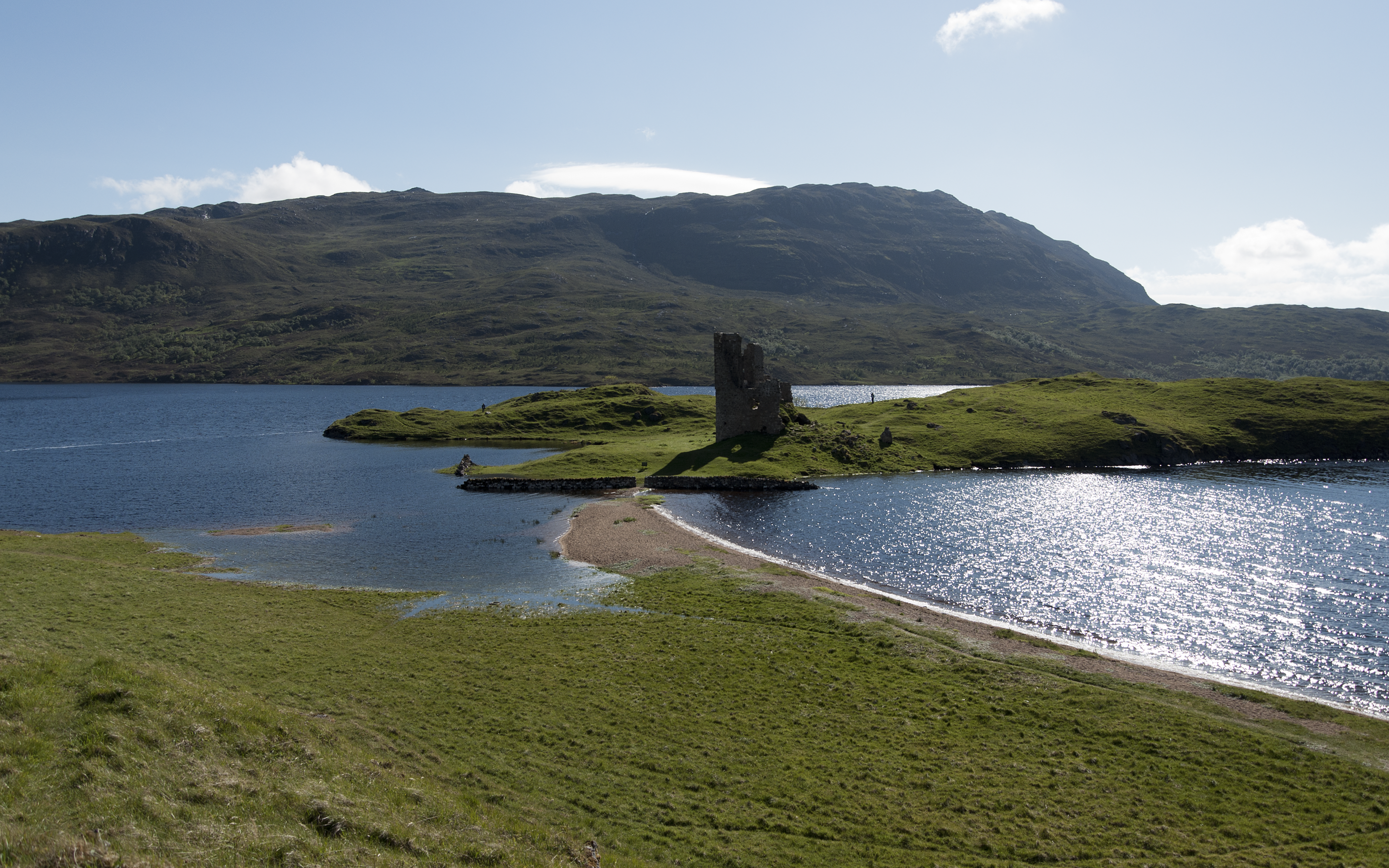
Ardvreck Castle
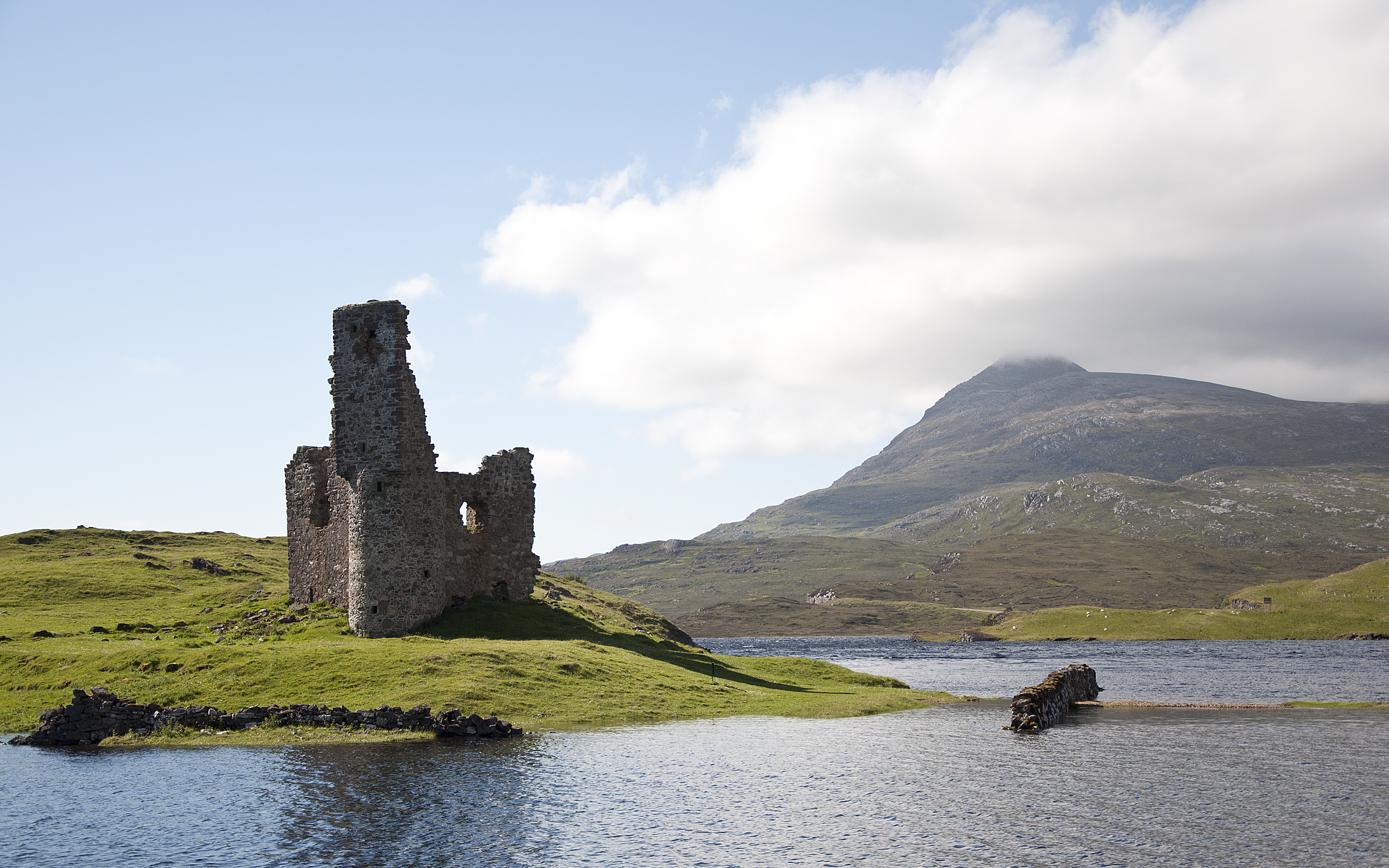
Ardvreck Castle vanaf het oosten